# ヒドロキシメチルグルタリルCoAシンターゼ
ヒドロキシメチルグルタリルCoAシンターゼ（Hydroxymethylglutaryl-CoA synthase、EC 2.3.3.10）は、アセチルCoAとアセトアセチルCoAを縮合して3-ヒドロキシ-3-メチルグルタリル-CoA（HMG-CoA）を形成する反応を触媒する酵素である。この反応は、メバロン酸依存的イソプレノイド生合成経路の2番目の段階を構成する。HMG-CoAはコレステロール合成とケトン生成の双方の中間体である。この反応は未治療の1型糖尿病患者において過剰に活性化されているが、それは長期のインスリン欠乏と、糖新生やTCA回路の基質、特にオキサロ酢酸の枯渇のためである。その結果、過剰なアセチルCoAがHMG-CoAを介してケトン合成経路へ回されることとなり、糖尿病性ケトアシドーシスの発症につながる。
HMG-CoAシンターゼは以下の化学反応を触媒する酵素である。
アセチルCoA + 水 + アセトアセチルCoA {\displaystyle \rightleftharpoons } (S)-3-ヒドロキシ-3-メチルグルタリルCoA + CoA
従って、この酵素の基質はアセチルCoAと水とアセトアセチルCoAの3つ、生成物は(S)-3-ヒドロキシ-3-メチルグルタリルCoAと補酵素Aの2つである。
この酵素は転移酵素、特にアシル基をアルキル基に変換するアシルトランスフェラーゼに分類される。
このクラスの酵素の系統名は、アセチルCoA:アセトアセチルCoA C-アセチルトランスフェラーゼ (チオエステル加水分解, カルボキシメチル形成) (acetyl-CoA:acetoacetyl-CoA C-acetyltransferase (thioester-hydrolysing, carboxymethyl-forming)) である。この酵素は、ケトン体の合成と分解、バリン、ロイシン、イソロイシンの分解、ブタン酸の代謝の3つの代謝経路に関与している。

## 機構
HMG-CoAシンターゼには、反応の第1段階で求核剤として機能する、重要な触媒システイン残基が存在している。第1の基質であるアセチルCoAによる酵素のアセチル化によってアセチル-酵素チオエステルが形成され、還元されたCoAが遊離する。その第2の基質であるアセトアセチルCoAが求核攻撃を行い、HMG-CoAが形成される。

## 種分布
HMG-CoAシンターゼは、真核生物、古細菌、特定の細菌に存在している。

### 真核生物
脊椎動物では、2つの異なるアイソザイム（細胞質型とミトコンドリア型）が存在している。ヒトでは、細胞質型とミトコンドリア型酵素のアミノ酸同一性は60.6%にすぎない。HMG-CoAは、昆虫、植物、菌類など他の真核生物にも存在している。

#### 細胞質型
細胞質型のHMG-CoAは、コレステロールや他のステロール、イソプレノイド化合物が合成されるメバロン酸経路の開始部分を担う。

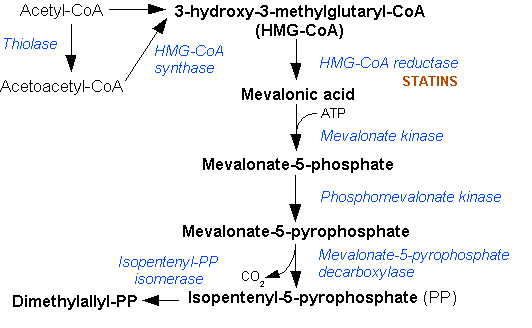
メバロン酸経路

#### ミトコンドリア型
ミトコンドリア型のHMG-CoAはケトン体の生合成を担う。ミトコンドリア型酵素の遺伝子の5'隣接領域には、3つのステロール調節エレメントが存在している。これらのエレメントは、食事中のコレステロールが高い際にmRNAへの転写を低下させる役割がある。

ケトン生成経路

### 細菌
細菌ではイソプレノイド前駆体は非メバロン酸経路を介して合成されるのが一般的であるが、いくつかのグラム陽性病原菌は真核生物と同様にHMG-CoAシンターゼが関与するメバロン酸経路を利用する。

## 構造
2007年末時点で、4つの構造が解明されている。蛋白質構造データバンクのコードは、1XPK、1XPL、1XPM及び2P8Uである。

## 関連文献
- RUDNEY H (1957). “The biosynthesis of beta-hydroxy-beta-methylglutaric acid”. J. Biol. Chem. 227 (1):  363–77. PMID 13449080.